# Pınarbaşı, Kastamonu
Pınarbası là một huyện thuộc tỉnh Kastamonu, Thổ Nhĩ Kỳ. Huyện có diện tích 513 km² và dân số thời điểm năm 2007 là 5337 người, mật độ 10 người/km².